# Claire Augrosová
Claire Augrosová (* 26. června 1975 Dijon, Francie) je bývalá francouzská sportovní šermířka, která se specializovala na šerm kordem. Francii reprezentovala v devadesátých letech a v prvním desetiletí jednadvacátého století. V roce 2003 obsadila třetí místo na mistrovství Evropy v soutěži jednotlivkyň.